# Gens Aviana
La gens Aviana fue una familia de la antigua Roma, durante el siglo I a. C. Se conocen principalmente por las cartas de Cicerón, que era amigo de Cayo Aviano Flaco. También hubo un escritor de fábulas con este nombre, que vivió alrededor del año 400 d. C., aunque no se sabe con certeza si estaban relacionados.

## Miembros
- Cayo Aviano Flaco, íntimo amigo de Cicerón. Parece que él y sus dos hijos se dedicaban a la recaudación de los impuestos públicos.[2]
- Cayo Aviano Flaco, recomendado dos veces por Cicerón; en el 52 a. C. a Tito Ticio, uno de los legados de Pompeyo, que tenía la dirección del mercado del trigo, de acuerdo con la ley que confirió la superintendencia del mismo a Pompeyo; y de nuevo en el 47, a Aulo Alieno, el procónsul de Sicilia.[3]
- Marco Aviano Flaco, junto con su hermano Cayo, recomendado por Cicerón a Aulo Alieno, procónsul de Sicilia, en el 47 a. C.[4]
- Flavio Aviano, un escritor de fábulas que vivió alrededor del año 400 d. C. Escribió en latín y se cree que fue pagano en la época en que estos se estaban convirtiendo en una minoría cada vez más perseguida en el Imperio. Su trabajo aún sobrevive y fue popular en la Edad Media.[5]